# Супергравитация
Супергравита́ция (от супер… и лат. gravitas — тяжесть) — обобщение общей теории относительности (ОТО) на основе суперсимметрии; или часто: многомерная супергравитация — название физических теорий, включающих дополнительные измерения, суперсимметрию и гравитацию.
Термин был введён физиками, желавшими получить преимущество от использования суперсимметрии при построении теории «Великого Объединения». Преимущество заключается в том, что при этом наиболее интенсивные квантовые флуктуации, связанные с парами частиц-суперпартнёров, начинают частично сокращаться, что, в результате, помогает смягчить противоречия, возникающие при попытке включения в квантовую механику гравитации.

## Связь с другими теориями
Различные теории супергравитации можно получить с помощью трёх различных подходов:
- супергравитация как обобщение общей теории относительности;
- супергравитация как низкоэнергетический предел теорий суперструн;
- супергравитация как обобщение некоторых альтернативных теорий гравитации с включением суперсимметрии.

## Классификация теорий супергравитации в пространстве-времени разных измерений
Супергравитация — теория гравитации с локальной суперсимметрией.

### Алгебры Ли пространства-времени

#### Алгебра Ли Пуанкаре
{\displaystyle M_{\mu \nu }=i(x_{\mu }\partial _{\nu }-x_{\nu }\partial _{\mu }),}{\displaystyle P_{\mu }=-i\partial _{\mu }}— генераторы алгебры Пуанкаре
{\displaystyle [M^{\mu \nu },M^{\rho \sigma }]=-i(\eta ^{\mu \rho }M^{\nu \sigma }+\eta ^{\nu \sigma }M^{\mu \rho }-\eta ^{\mu \sigma }M^{\nu \rho }-\eta ^{\nu \rho }M^{\mu \sigma })}
{\displaystyle [P^{\mu },M^{\nu \rho }]=i(\eta ^{\mu \nu }P^{\sigma }-\eta ^{\mu \rho }P^{\nu })}
{\displaystyle [P^{\mu },P^{\nu }]=0}

#### Де-Ситтер и Анти-Де-Ситтер пространственно-временные алгебры
{\displaystyle [M^{\mu \nu },M^{\rho \sigma }]=-i(\eta ^{\mu \rho }M^{\nu \sigma }+\eta ^{\nu \sigma }M^{\mu \rho }-\eta ^{\mu \sigma }M^{\nu \rho }-\eta ^{\nu \rho }M^{\mu \sigma })}
{\displaystyle [P^{\mu },M^{\nu \rho }]=i(\eta ^{\mu \nu }P^{\sigma }-\eta ^{\mu \rho }P^{\nu })}
{\displaystyle [P^{\mu },P^{\nu }]=-iv^{2}\Delta M^{\mu \nu }}
{\displaystyle \Delta =1:} Анти-Де-Ситтера алгебра
{\displaystyle \Delta =-1:}Де-Ситтера алгебра
{\displaystyle \Delta =0:} Пуанкаре алгебра

#### Конформная алгебра
{\displaystyle [M^{\mu \nu },M^{\rho \sigma }]=-i(\eta ^{\mu \rho }M^{\nu \sigma }+\eta ^{\nu \sigma }M^{\mu \rho }-\eta ^{\mu \sigma }M^{\nu \rho }-\eta ^{\nu \rho }M^{\mu \sigma })}
{\displaystyle [P^{\mu },M^{\nu \rho }]=i(\eta ^{\mu \nu }P^{\sigma }-\eta ^{\mu \rho }P^{\nu })}
{\displaystyle [P^{\mu },P^{\nu }]=0}
{\displaystyle [M^{\mu \nu },D]=0}
{\displaystyle [D,P^{\mu }]=iP^{\mu }}
{\displaystyle [K^{\mu },K^{\nu }]=0}
{\displaystyle [D,K^{\mu }]=-iK^{\mu }}
{\displaystyle [M^{\mu \nu },K^{\rho }]=-i(\eta ^{\mu \rho }K^{\nu }-\eta ^{\nu \rho }K^{\mu })}
{\displaystyle [P^{\mu },K^{\nu }]=-2i(\eta ^{\mu \nu }D+M^{\mu \nu })}
{\displaystyle [M^{\nu \rho },P^{\rho }]=i(\eta ^{\nu \rho }P^{\mu }-\eta ^{\mu \rho }P^{\nu })}
{\displaystyle D}—генератор масштабных трансляций, {\displaystyle K^{\mu }}— генератор конформных бустов (конформных преобразований).

### Спиноры в произвольных размерностях
Для классификации возможных теорий в пространстве-времени произвольной размерности необходимо знать, спиноры каких типов могут быть определены в каждом измерении. Спиноры в D измерениях — величины, преобразующиеся в спинорном представлении группы Лоренца {\displaystyle SO(1,D-1)}. В более общем случае рассматриваются спинорные представления группы {\displaystyle SO(t,s)}c инвариантной метрикой
{\displaystyle \eta _{\mu \nu }={\text{diag(}}\underbrace {-1,...,-1} _{t},\underbrace {+1,...,+1} _{s}),\qquad D=t+s}.